# František Leopold z Nádasdy

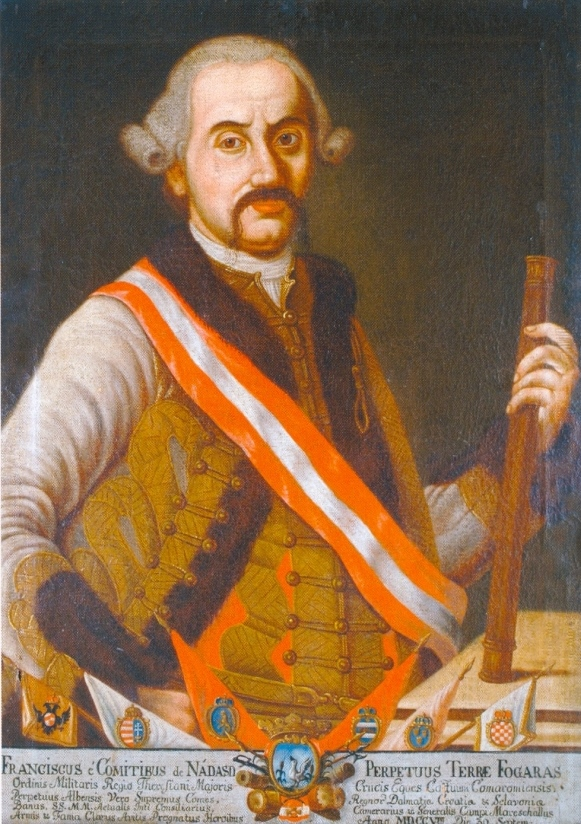
František Leopold z Nádasdy

František Leopold hrabě Nádasdy z Nádasdu a Fogarasföldu (maďarsky Nádasdi és Fogarasföldi Ferenc Lipót, německy Franz Leopold von Nádasdy und Fogarasföld; 30. září 1708 Radkersburg – 22. března 1783 Karlovac) byl uherský šlechtic a rakouský polní maršál z maďarského šlechtického rodu Nádasdyů. Jako vojevůdce se vyznamenal v několika dynastických konfliktech 18. století (války o rakouské dědictví, sedmiletá válka), proslul svou účastí v bitvě u Kolína (1757). Hodnosti polního maršála dosáhl v roce 1758, v letech 1756–1783 zastával úřad chorvatského bána. Jako zeť Františka Antonína z Rottalu, který byl posledním mužským příslušníkem rodu Rottalů, spravoval několik let za své nezletilé děti panství Holešov na Moravě.

## Životopis
František Leopold se narodil jako syn císařského plukovníka Františka Nádasdyho (1680–1717) a jeho třetí manželky Rosy Rebeky hraběnky ze Schrattenbachu. V roce 1727 vstoupil do císařské armády a krátce poté byl povýšen do hodnosti kapitána. V letech 1731–1732 bojoval na Korsice, během války o polské dědictví se zúčastnil bojů v Itálii a na Rýně. V roce 1734 dosáhl hodnosti plukovníka a po roce 1737 bojoval na Balkáně ve válce proti Osmanské říši. Od roku 1739 byl velitelem 9. husarského pluku, později se stal jeho majitelem (1741) a až do roku 1883 tento regiment nesl jeho jméno. Když si na počátku své vlády potřebovala Marie Terezie naklonit uherskou šlechtu a získat její podporu pro následující válku, dosáhl Nádasdy hodnosti generálního polního vachtmistra (respektive generálmajora) (1741).

### Války o rakouské dědictví
Během válek o rakouské dědictví se vyznamenal nejprve v Čechách, kdy od francouzsko-bavorské okupace osvobodil Jindřichův Hradec (1741), poté obsadil Písek a Plzeň. Následně se přesunul do Bavorska, kde dobyl několik měst na řece Innu (Wasserburg, Braunau). Po obsazení Landshutu pak dosáhl významného úspěchu 13. února 1742, kdy po krátkém obléhání vstoupil se svými husary do Mnichova, sídelního města hlavního protivníka Marie Terezie, císaře Karla VII. Poté se vrátil na bojiště v Čechách a zúčastnil se prohrané bitvy u Chotusic (1742). V roce 1743 operoval znovu v Bavorsku a podařilo se mu zatlačit francouzská vojska až za linii Rýnu, který překročil v červenci 1744. Již v lednu téhož roku byl povýšen do hodnosti polního podmaršála. Poté vedl svůj pluk jako součást armády Karla Alexandra Lotrinského znovu do Čech, kde bojoval v bitvě u Žďáru (1745). Toto střetnutí bylo sice pro rakouskou armádou prohrané, Nádasdymu se ale podařilo ukořistit korespondenci pruského krále Fridricha II., do zajetí vzal také králova osobního lékaře, zpovědníka a dva tajemníky. Po Drážďanském míru, který ukončil válku s Pruskem, pokračovala válka v jižní Evropě s Francií a Španělskem. Na italské bojiště se Nádasdy přesunul v rámci vojenského kontingentu maršála Jiřího Kristiána Lobkowicze. Po bitvě u Piacenzy a několika dalších menších střetnutích obsadil Nádasdy Piacenzu a Janov. Po skončení války byl povýšen do hodnosti generála jezdectva (1748).

### Sedmiletá válka
V roce 1751 byl jmenován císařským tajným radou, o rok později se stal generálním inspektorem jezdeckých oddílů v Uhrách a v roce 1754 byl jmenován vrchním velitelem v Budíně. V roce 1756 se stal bánem v Chorvatsku, kde v krátké době vycvičil místní vojenské sbory pro následující válku. Se svým jezdeckým sborem o síle 18 000 mužů se na počátku sedmileté války přesunul do Čech, kde v součinnosti s generálem Daunem významně přispěl k vítězství u Kolína (1757). Při následujícím pronásledování pruské armády do Slezska si připsal další velký úspěch 12. listopadu 1757, kdy dobyl pevnost Svídnici, vzal do zajetí 6 000 vojáků včetně čtyř generálů a dokázal při této akci své vojevůdcovské schopnosti. Krátce nato ale císařská armáda utrpěla několik citelných porážek (bitva u Leuthenu) a Nádasdy byl nakonec v lednu 1758 zbaven velení za nedůsledné pronásledování pruských vojsk po bitvě u Vratislavi. Při prvním udílení nově založeného Řádu Marie Terezie 7. března 1758 se stal nositelem velkokříže tohoto vojenského vyznamenání, zohledněny byly především jeho zásluhy v bitvě u Kolína a dobytí Svídnice. Dne 30. dubna 1758 obdržel nejvyšší armádní hodnost polního maršála a poté se vrátil do své funkce bána v Chorvatsku.
V Chorvatsku uváděl do praxe tereziánské reformy v duchu osvícenského absolutismu, vzhledem ke své vojenské profesi měl zájem především o zlepšení obrany Vojenské hranice, v roce 1776 získal pod chorvatskou správu dosud svobodný přístav Rijeka. Z titulu své funkce chorvatského bána byl v letech 1767–1779 také předsedou státní rady Chorvatského království, v rámci tereziánských reforem v centralizaci státní správy ale nezabránil postupnému přechodu do vlivu uherské dvorské kanceláře.
Během války o bavorské dědictví vedené opět proti Prusku byl v roce 1778 jmenován vrchním velitelem v Haliči, válka ale trvala jen krátce a Nádasdy se svým sborem do vojenských operací vůbec nezasáhl. Poté se vrátil do Chorvatska a zemřel v Karlovaci v roce 1783 ve věku 74 let.

## Manželství a rodina
Hrabě František Leopold hrabě Nádasdy byl dvakrát ženatý. Jeho první manželkou se 3. února 1745 stala hraběnka Marie Maxmiliána z Rottalu (28. února 1721 – 28. července 1756), po ovdovění se podruhé oženil v roce 1766 s Marií Zuzanou, rozenou baronkou Malatinszkou (17. listopadu 1717 – 20. března 1786), vdovou po polním podmaršálovi hraběti Josefu Draškovićovi. Z prvního manželství se narodily tři děti:
- 1. František (Ferenc) (1745–1802), župan župy Fejér, majitel panství Lesonice, I. ⚭ Cecílie hraběnka Erdödyová (1748–1769), II. ⚭ Marie Terezie hraběnka z Aichbüchelu (Aichpichlu)[14]
- 2. Tomáš (Támás) (1749–1800), c. k. polní podmaršál[15], I. ⚭ Marie Vincencie baronka z Kaltschmiedu (1768–1789), II. ⚭ Josefa hraběnka z Lichtenbergu (1765–1832)
- 3. Marie Barbora (Mária Borbála) (1750–1811), ⚭ Ludvík (Lájos) hrabě Erdödy (1747–1777)

Od narození byl uživatelem hraběcího titulu uděleného v Uherském království v roce 1625, platnost hraběcího titulu pro České království s inkolátem a nárokem na oslovení Hoch- und Wohlgeboren (Vysoce Urozený) získal se svými bratry v roce 1744. Po úmrtí své první manželky a vymření rodu Rottalů převzal v roce 1763 jako poručník správu panství Holešov na Moravě jménem svých nezletilých dětí. V roce 1770 předal tento majetek dceři Marii Barboře, provdané Erdődyové.
Františkův starší bratr Leopold Florian (1700–1758) původně sloužil také v armádě a dosáhl hodnosti rytmistra, později působil ve státní správě Uherského královstí, byl dlouholetým uherským dvorským kancléřem (1742–1758), nejvyšším štolbou Uherského království a nositelem velkokříže Řádu sv. Štěpána